# Volodêmer Koubetch
Volodêmer Koubetch, O.S.B.M. (Mandaguaçu, 27 de março de 1953) é um prelado da Igreja Greco-Católica Ucraniana brasileiro do rito ucraniano, atual Arquieparca de São João Batista dos Ucranianos. Por vezes é referido pelo seu nome aportuguesado Valdomiro. Em ucraniano é chamado Володи́мир Ко́вбич.

## Biografia
Filho de João Koubetch e Antonia Campana Koubetch, realizou seus estudos primários em Umuarama e em Roncador, no Paraná.
Em 1967 ingressou no Seminário São José, em Prudentópolis, onde terminou os estudos de primeiro grau. Em 1971, iniciou seu noviciado nos Padres Basilianos. Realizou os estudos secundários em Curitiba.
Cursou filosofia no Studium São Basílio de Curitiba, entre os anos de 1976 e 1978, e teologia no Pontifício Ateneu Santo Anselmo, em Roma. Em 16 de julho de 1978 realizou sua Profissão Solene na Ordem de São Basílio Magno.
Foi ordenado diácono em 12 de abril de 1981, no Pontifício Colégio São Josafá, em Roma, sendo ordenante Myroslav Marusyn. No dia 6 de dezembro de 1981, foi ordenado padre na Paróquia S. Nicolau em Roncador, sendo ordenante o Bispo D. Efraím Basílio Krevey, O.S.B.M. Realizou mestrado em Teologia Moral, na Faculdade de Teologia Nossa Senhora da Assunção em São Paulo, de 1990 a 1993, e doutorado em Teologia Sistemática, Pontifícia Universidade Católica do Rio de Janeiro, em 2000.
Em 10 de dezembro de 2003, foi nomeado bispo-coadjutor de São João Batista em Curitiba dos Ucranianos, sendo consagrado em 21 de março de 2004, tendo como sagrante o cardeal Lubomyr Husar, com co-sagrantes D. Efraím Basílio Krevey e o arcebispo de Curitiba, D. Pedro Antônio Marchetti Fedalto.
Em 13 de dezembro de 2006, torna-se o eparca de São João Batista em Curitiba dos Ucranianos, nomeado pelo Papa Bento XVI. Com a elevação da Eparquia de São João Batista em Curitiba dos Ucranianos para Arquieparquia, torna-se seu primeiro arquieparca em 12 de maio de 2014.